# Goose Lake (Iowa)
Pour les articles homonymes, voir Goose Lake.
Goose Lake est une ville du comté de Clinton, en Iowa, aux États-Unis. Elle est incorporée le 26 décembre 1908. La ville prend le nom du lac du même nom (en), situé à proximité.

## Source de la traduction
- (en) Cet article est partiellement ou en totalité issu de l’article de Wikipédia en anglais intitulé « Goose Lake, Iowa » (voir la liste des auteurs).